# San Andros
San Andros är en distriktshuvudort i Bahamas.   Den ligger i distriktet North Andros District, i den västra delen av landet, 70 km väster om huvudstaden Nassau. San Andros ligger 15 meter över havet och antalet invånare är 7 800.
Terrängen runt San Andros är mycket platt. Trakten är glest befolkad. San Andros är det största samhället i trakten. 